# Dineutus sublineatus
Dineutus sublineatus es una especie de escarabajo del género Dineutus, familia Gyrinidae. Fue descrita científicamente por Chevrolat en 1834.
Habita en México, Honduras, El Salvador, Guatemala y los Estados Unidos (desde Texas hasta Arizona). Los machos miden 12.3–15.5 mm y las hembras 12.6–14.0 mm. Se encuentra en los ecosistemas lóticos y lénticos.